# Euphaedra tchimbeleensis
Euphaedra tchimbeleensis es una especie de mariposa de la familia Nymphalidae, subfamilia Limenitidinae, tribu Adoliadini. Hay dudas acerca de su adscripción a un subgénero (Incertae sedis).

## Localización
Esta especie de mariposa se distribuye por Gabón (África).